# Ba U
U Ba U KBE (1887-1963) fue un abogado, Juez de la Suprema Corte, Jefe de la Suprema Corte de Justicia de Birmania (1948-1952), y Presidente de Birmania del 16 de marzo de 1952 al 13 de marzo de 1957.
Fue un miembro de la Liga Anti-Fascista para la Libertad del Pueblo y juez bajo los dominios británico, japonés y birmano. 